# Ленгле, Оливье
Оливье Серж Ленгле (фр. Olivier Serge Lenglet; род. 20 февраля 1960) — французский фехтовальщик-шпажист, олимпийский чемпион, двукратный чемпион мира, двукратный чемпион Франции.

## Биография
Родился в 1960 году в Сен-Кантене. В 1982 и 1983 годах становился чемпионом мира. В 1984 году принял участие в Олимпийских играх в Лос-Анджелесе, где стал обладателем серебряной медали в командном первенстве, а в личном зачёте был 13-м. В 1986 году стал чемпионом Франции, а на чемпионате мира завоевал бронзовую медаль. В 1988 году стал обладателем золотой медали Олимпийских игр в Сеуле в командном первенстве. В 1990 году вновь стал чемпионом Франции и завоевал серебряную медаль чемпионата мира. На чемпионате мира 1991 года стал обладателем серебряной медали. В 1992 году принял участие в Олимпийских играх в Барселоне, где в личном первенстве стал 17-м, а в командном первенстве французские шпажисты заняли 4-е место. 